# Fyllingen Fotball
Il Fyllingen Fotball è una società calcistica con sede a Bergen, in Norvegia.
Fondata nel 1946, ha giocato nella Coppa delle Coppe 1991-1992 dopo aver raggiunto la finale di Norgesmesterskapet del 1990.
Sul finire del 2011, la squadra si è unita al Løv-Ham per fondare il Fyllingsdalen.

## Fyllingen Fotball nelle coppe europee
| Stagione | Competizione      | Turno      | Nazione           | Avversario              | Andata | Ritorno | Totale |
| -------- | ----------------- | ---------- | ----------------- | ----------------------- | ------ | ------- | ------ |
| 1991-92  | Coppa delle Coppe | Sedicesimi | Spagna (bandiera) | Club Atlético de Madrid | 0-1    | 2-7     | 2-8    |

In grassetto le gare casalinghe

## Palmarès

### Altri piazzamenti
- Coppa di Norvegia:

Finalista: 1990
Semifinalista: 1993
- 2. divisjon:

Secondo posto: 2000 (gruppo 5)
Terzo posto: 2002 (gruppo 3)
- 3. divisjon:

Secondo posto: 2011 (gruppo 7)

## Stagioni passate
- 1990